# Ева Либертин
Ева Либертин (англ. Eve Libertine, урождённая Бронвин Ллойд Джонс, англ. Bronwyn Lloyd Jones; род. 1949, Ливерпуль, Великобритания) — английская певица в жанре панк-рок.
Одна из вокалисток анархистской панк-группы Crass. Участвовала в записи сингла «Reality Asylum», а также исполнила значительную часть вокальных партий на третьем альбоме группы Penis Envy (1981). Тексты данного альбома получили анархо-феминистическую окраску именно благодаря ей. После распада Crass в 1984 году, Ева Либертин работала со своим сыном Немо Джонсом, гитаристом. Выступала в составе группы Crass Agenda (с 2005 — Last Amendment), а также с другими артистами.
В 2005 году провела выставку своих художественных работ. Также участвовала в оформлении альбомов нескольких групп. Выпустила ограниченным тиражом набор открыток с её работами, чтобы собрать средства для общественного сада Баттерфилд Грин в северном Лондоне.
В июне 2010, в Брюсселе представила альбом Listen, little man!. При работе над ним, она опиралась на труды и исследования Вильгельма Райха.